# Pontiac Fiero
Pontiac Fiero — спортивний автомобіль середньомоторної компоновки, що випускався відділом Pontiac компанії General Motors з 1984 по 1988 рр. 

## Опис

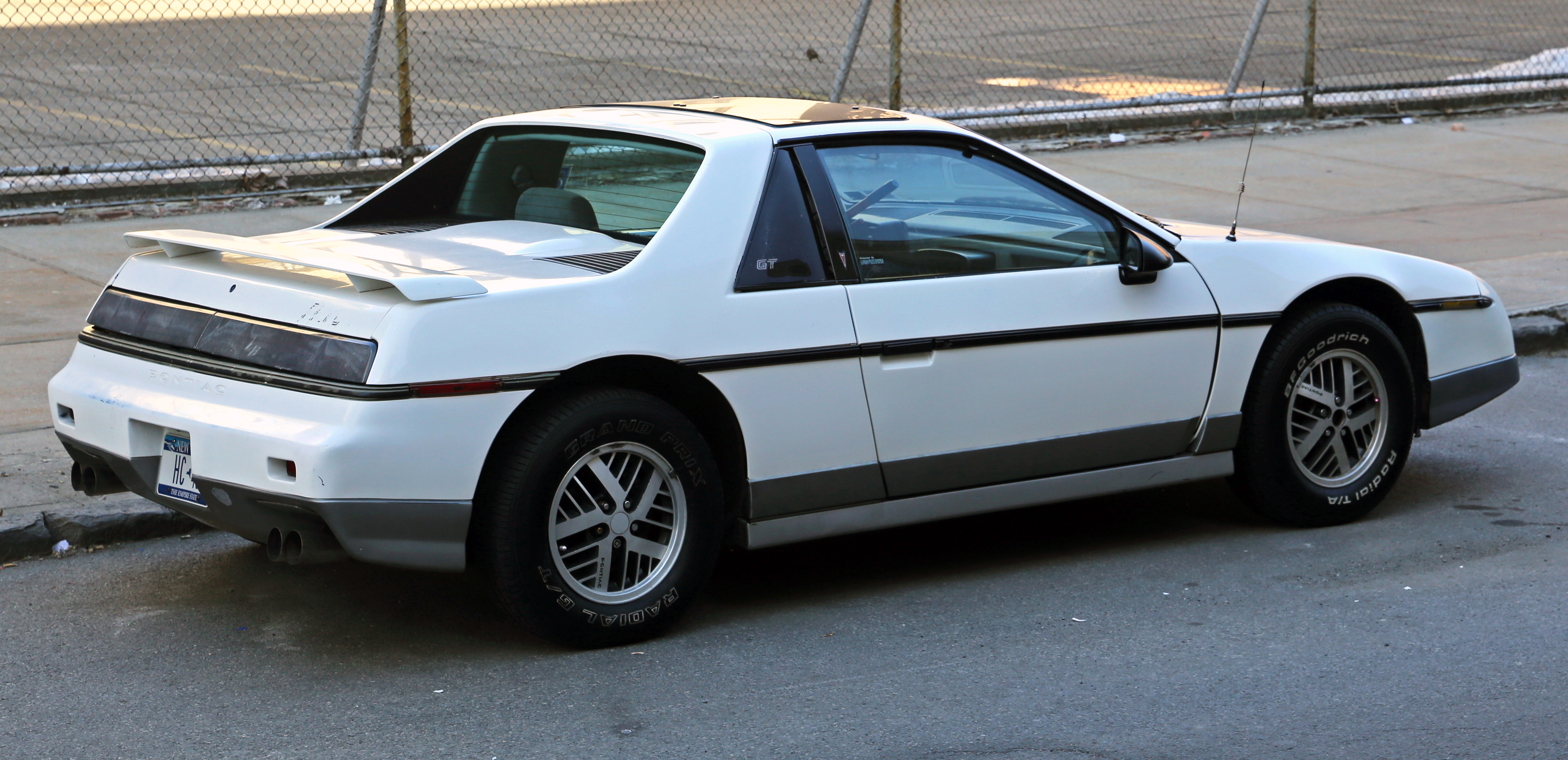

Pontiac Fiero став першим в США серійним спортивним автомобілем середньомоторної компоновки. Всього за п'ять років виробництва було випущено 370 168 автомобілів.

В конструкції машини використовуються деякі незвичайні для того часу технології. До прикладу, всі зовнішні панелі кузова були виготовлені з пластику, відфільтрованого під тиском. Кріпились вони до сталевого каркаса кузова, який був оцинкований методом гарячого цинкування.

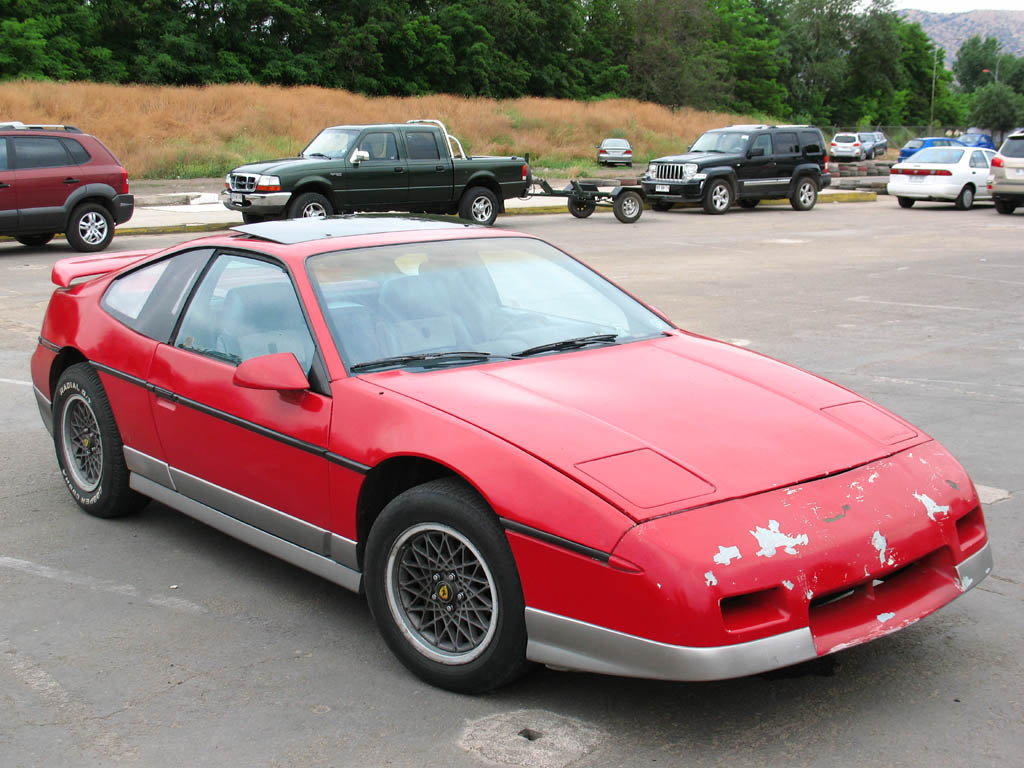
Pontiac Fiero GT

Модель користувалася великою популярністю у творців реплікарів, в якості бази для переробки в копії середньомоторних суперкарів.

## Двигуни

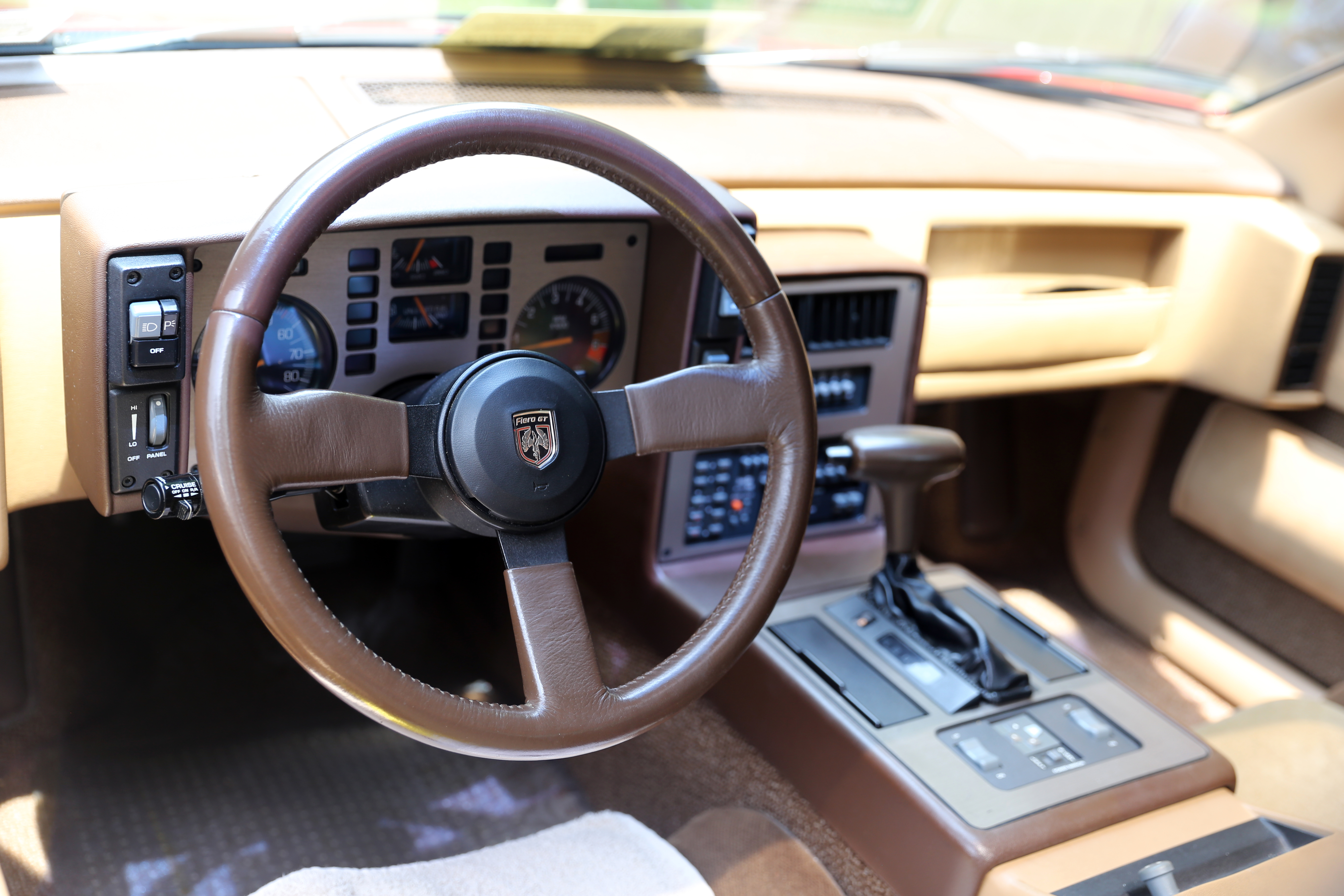

- 2.5 л LR8 I4 93 к.с.
- 2.8 л L44 V6 137 к.с.